# Svend I de Dinamarca

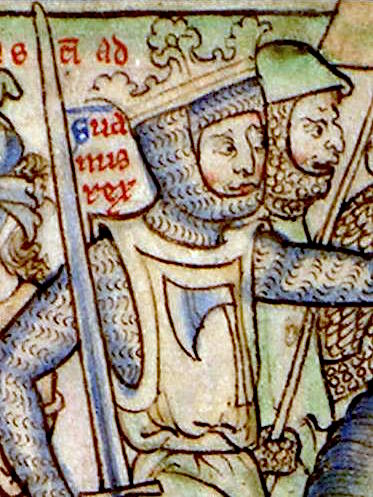
Svend I en un dibujo del

Svend I o Svend "Tveskæg" Haraldsson (963-3 de febrero de 1014) fue rey de Dinamarca, Inglaterra y Noruega. Es apodado por los ingleses como Forkbeard (Barba de horquilla, barba partida o barba hendida) por el inusual mostacho que ostentaba; en nórdico antiguo se le conoce como Sveinn Tjúguskegg; en inglés como Svend Otto Haraldsen; en danés como Svend Tveskæg, aunque originalmente como Tjugeskæg o Tyvskæg; y en noruego es llamado Svein Tjugeskjegg. Este gobernante nació en el año 963, siendo el mayor de los 4 hijos de Harald Blåtand, rey vikingo de Dinamarca y Noruega, y su esposa Gunhilda o Tova.
Sucede a su padre en los tronos de Dinamarca y Noruega en 985, luego de derrotarlo y matarlo, pero su gobierno en el reino noruego es sólo nominal, siendo el gobernante de facto Haakon Jarl el Grande. Fue el primer rey danés en acuñar moneda, siendo la inscripción de ésta: Zven, Rex ad Dener (Svend, rey de los daneses). Al convertirse su familia al catolicismo, Svend toma el nombre de Otón en honor al emperador romano Otón II, manteniendo a su vez su paganismo.
En 995, Olaf Tryggvasson u Olaf I, miembro de la expulsada dinastía noruega, recupera el trono hasta su muerte en 1000, cuando al derrotarlo y matarlo en la batalla de Svolder retoma el control en parte de Noruega hasta su muerte.
El asesinato de su hermana Gunhilda y de su marido por las tropas inglesas en el día de San Bricio (13 de noviembre de 1002) por órdenes del rey Etelredo II el Indeciso fue la excusa que necesitó para comenzar sus expediciones contra la isla, haciéndolo en tres oportunidades (1003-1005, 1006-1007 y 1009-1012) hasta que, cansado del tributo monetario que consiguió de Etelredo II, decide invadir él mismo el país.
A su llegada a la Isla de Sándwich (agosto 1013), avanzó rápidamente en su conquista hasta llegar a la capital, Londres. Para evitar la entrada del invasor, los ciudadanos deciden volar el puente mientras Svend lo cruzaba, provocándole serias heridas. No obstante, el rey danés continúa con su conquista del reino, y una vez caída Londres el 23 de diciembre de 1013, víspera de Navidad, la Witenagemot lo proclama rey de toda Inglaterra. Etelredo II y su familia huyen a Normandía.
Su reinado en Inglaterra dura apenas 6 semanas. Se desconocen las causas de su muerte, hay fuentes que citan que murió a consecuencia de las heridas que sufrió durante la caída de su caballo en la ciudad de Gainsborough, en Lincolnshire, el 3 de febrero de 1014; otras fuentes inducen a pensar que fue asesinado. Su cuerpo fue trasladado a Dinamarca, siendo sepultado en la catedral de Roskilde.

## Religión
Su familia se había convertido al catolicismo para evitar invasiones por parte del Sacro Imperio, pero eso no evito que los obispos alemanes quisiesen aumentar su influencia en Dinamarca, por lo que Svend fortaleció la Iglesia nacional y atacó a los obispos extranjeros, valiéndole las críticas de hereje y pagano (a sabiendas de que su familia practicaba un sincretismo nórdico-católico iniciado ya con su padre Harald I Dientes Azules).

## Matrimonio y descendencia
En 988 se casó con Swietoslawa de Polonia (que toma el nombre de Gunhilda al casarse), hija del duque Miecislao I y divorciada del rey Erico el Victorioso de Suecia. De este matrimonio nacen 6 hijos:
- Estrid/Astrid (llamada también Margarita) (n. 991-m. ?), casada primero con Ricardo II de Normandía (m. 1027) -el cual la repudió en 1018- y luego con Ulf Thorgilsson, jarl de Dinamarca (m. 1026, asesinado por orden de su cuñado Canuto el Grande); el mayor de los 3 hijos de su segundo enlace, Svend Estridsson Ulfsson será rey de Dinamarca de 1047 a 1076.
- Harald II (n. 992-m. 1018), rey de Dinamarca al suceder a su padre (1014-1018).
- Thyra (n. 993-m. 1018), casada con Godwin, conde de Wessex y Kent (m. 1053).
- Canuto II (n. 995-m. Shaftesbury, 12-11-1035), rey de Inglaterra (1016-1035), de Dinamarca (1018-1035) y de Noruega (1028-1035), apodado el Grande.
- Gytha (n. 998?-m. ?), casada con Eirik Håkonsson, Jarl de Noruega (m. 1024).
- Gunhilda (n. 999?-m. ?), casada con Wyrtgeorn, príncipe de los wendos.